# Arizonai erdeimókus
Az arizonai erdeimókus (Sciurus arizonensis) az emlősök (Mammalia) osztályának a rágcsálók (Rodentia) rendjébe, ezen belül a mókusfélék (Sciuridae) családjába tartozó faj.

## Előfordulása
Az Amerikai Egyesült Államok, azon belül Arizona és Új-Mexikó nyugati részén és Észak-Mexikó területén honos. A tengerszint felett 1500–1900 méteres magasságban megtalálható. Lombhullató erdők lakója.

## Alfajai
- Sciurus arizonensis arizonensis Coues, 1867
- Sciurus arizonensis catalinae Doutt, 1931
- Sciurus arizonensis huachuca J. A. Allen, 1894

## Megjelenése
Szürkés színű bundája van, a hasa fehér. Testhossza a fejétől a farkáig 21 cm.

## Életmódja
Az arizónai erdeimókus gyakran fut a földön, és ugrik ágról ágra, a fákon. A tél folyamán a kifejlett példányok fészket csinálnak maguknak. Tobozt, makkot, magvakat, bogyókat fogyaszt.

## Természetvédelmi állapota
Az arizónai mókus állománya az Amerikai Egyesült Államokban kicsi, Mexikóban veszélyeztetett az állapota az erdő irtások miatt.